# Kasteel Le Paige
Het Kasteel Le Paige (ook Hof Le Paige of Kasteel Ter Vesten) is een kasteel in het noorden van Herentals (Nederrij 135). Bij het kasteel hoort een arboretum. Het geheel wordt Domein Le Paige genoemd, verwijzend naar de familie Le Paige die er lang eigenaar van was.

## Geschiedenis
De familie Le Paige was een belangrijke familie voor Herentals. Begin 18e eeuw vestigde het eerste familielid zich in Herentals: dokter François Thomas Le Paige, die er in 1726 poorter werd. De grond van het Domein Le Paige behoorde oorspronkelijk tot de stadsversterkingen, maar werd in 1775 bezit van de familie: Jean Baptist Le Paige verwierf het toen als cijnsgoed en maakte er een lusthof van. Bij de geboorte van Henri Le Paige, de latere burgemeester van Herentals, op 21 november 1806 werden er 30 eiken aangeplant.
In 1890 werd Remi Le Paige alleen eigenaar van het domein. Door verdere aankoop van grond, aangevuld met grondruil met de staat en de spoorwegen, werd het domein nog verder uitgebreid. In 1891 kreeg hij de toestemming om er een buitenverblijf te bouwen. In 1892 werd het kasteel dan gebouwd. De bouwaanvraag is verloren gegaan, maar waarschijnlijk was de Lierenaar J.B. Van Bouchout de architect. Later volgden nog een aantal aanpassingen. De zoon van Remi Le Paige, Hubert Le Paige, was de laatste telg van de familie Le Paige die er eigenaar van was. Zijn vrouw overleed in 1976 (Hubert Le Paige was reeds langer overleden) en via haar testament liet ze het kasteel over aan de kerkfabriek van de parochie van Onze-Lieve-Vrouw van Herentals. Het kasteel moest echter dienstdoen als kerk of in de plaats moest een kerk gebouwd worden. Omdat dit niet haalbaar was en het kasteel bovendien ook beschermd werd als monument, bleef het kasteel lange tijd leeg staan en raakte in verval. Om aan de testamentaire verplichtingen te voldoen, werd uiteindelijk in 2005 het park een openluchtkerk ingericht met een altaar en zitbanken: de "groene kathedraal". Jaarlijks worden er enkele erediensten gehouden.
In 1979 werd het kasteel beschermd als monument en de omgeving ervan als stadsgezicht.

## Vzw Ter Vesten
Omdat de kerkfabriek onvoldoende middelen had om de restauratie van het kasteel te realiseren, werd rond 1995 de vzw Ter Vesten opgericht. In samenwerking met de kerkfabriek en het stadsbestuur zorgde deze voor de restauratie van 1997 tot 1999. Vanaf 2000 verhuurde de vzw het kasteel dan aan de stad om zo de aangegane lening te kunnen aflossen. Eind 2011 kreeg de vzw Ter Vesten zelf financiële moeilijkheden omdat de huurinkomsten belastbaar bleken te zijn. Om een faillissement te voorkomen nam de stad Herentals de schulden van de vzw over en huurde het kasteel verder rechtstreeks van de kerkfabriek, waarmee een erfpachtovereenkomst werd gesloten. De vzw Ter Vesten blijft wel verder bestaan.

## Beschrijving van het kasteel

### Buitenzijde
Het kasteel (soms ook landhuis genoemd) werd grotendeels gebouwd in neo-Vlaamse-renaissancestijl, met eclectische elementen. Het is gebouwd in baksteen en bevat een souterrain met daarboven twee bouwlagen en een schilddak met lijstgevels en puntgevels. Typisch voor de neorenaissancestijl zijn de speklagen in natuursteen, kruiskozijnen, rondbogen, de zuilen in het zijportaal en de brede trap aan de voordeur (deze was eigenlijk niet bedoeld als ingangsdeur). De zijportiek, het bordes en nog enkele andere elementen zijn gemaakt van arduin.
Verder zijn er kenmerken van andere neostijlen. Zo is de halsgevel aan de voorzijde een barok element en de trap heeft neoclassicistische kenmerken.

### Interieur
In het midden van het kasteel bevindt zich een hal, die een scheiding vormt tussen het vroegere woongedeelte en een gedeelte waarin gasten werden ontvangen. Een monumentale trap valt onmiddellijk op. Verder zijn ook binnenin kamers in verschillende stijlen herkenbaar: neoclassicisme, neorenaissance en zelfs een salon in art nouveau. Het kasteel bevat muurschilderingen en glasramen. De serre werd later aangebouwd en bevat consoles in de vorm van mensenhoofden.
Een afzonderlijke trap verbindt de kelder, het woongedeelte en de zolder. Deze was bestemd voor het dienstpersoneel, dat op deze manier de familie en mogelijke gasten niet hoefde te storen. Het dienstpersoneel sliep op de zolder, waar ook nog bergruimtes waren. De keuken, wasplaats en wijnkelder bevonden zich in de kelder.

## Het domein
Het park werd aangelegd als een Engelse tuin, met verschillende elementen. Naast bloemen en sierstruiken, staan er onder meer heel wat bomen. Het botanische gedeelte is het oudste van het domein en werd grotendeels aangelegd rond 1820-1830 en waarschijnlijk opnieuw als lusttuin ingericht na de bouw van het kasteel. De collectie planten en struiken groeide onder meer door schenkingen van missionarissen, als waardering voor de steun door de familie. Hoewel het geen groot domein is, is het toch waardevol. Het park is doorheen het jaar vrij toegankelijk.

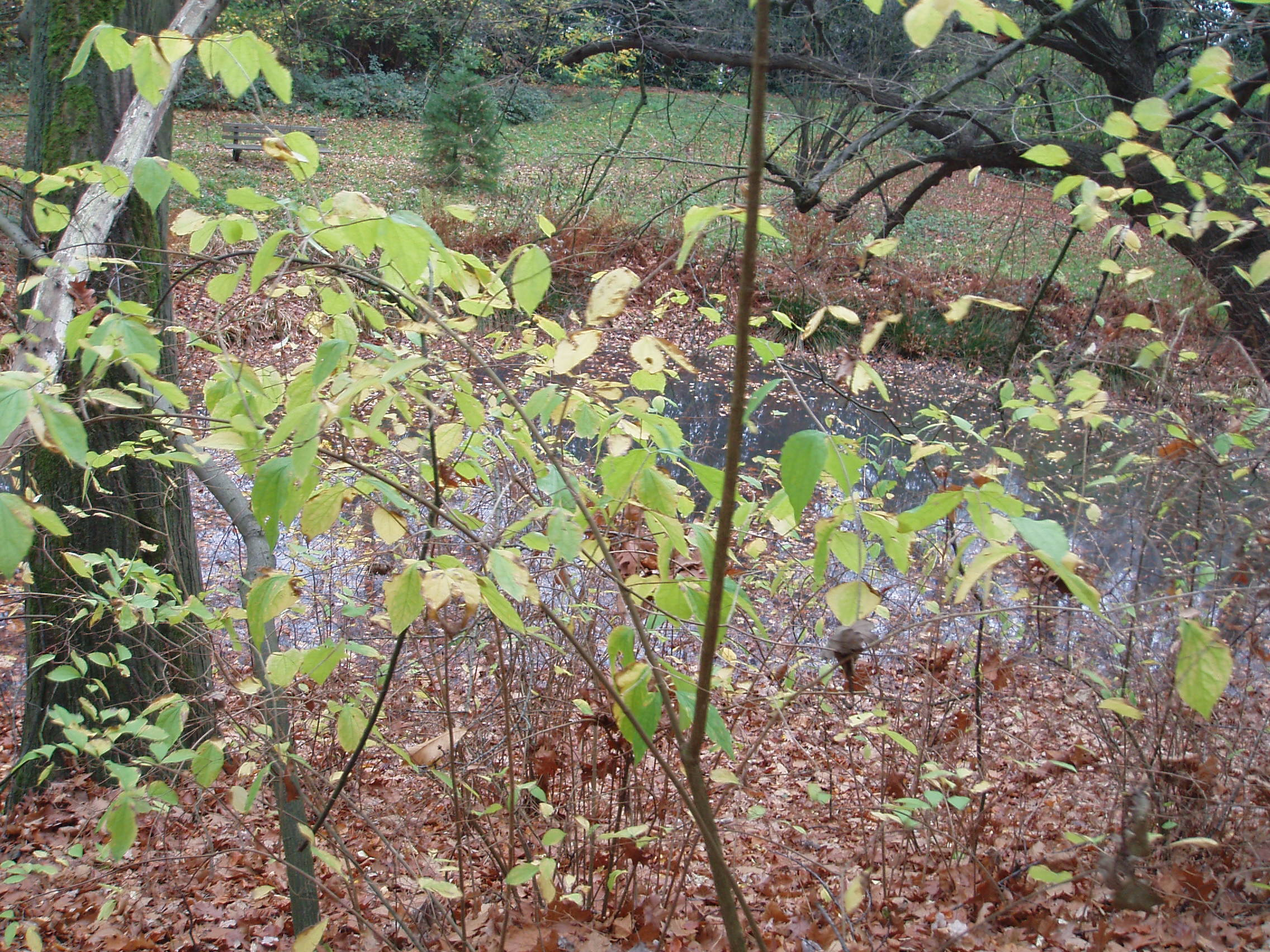
Stukje van de vijver op het domein

### Arboretum
Op het domein werd doorheen de jaren een arboretum opgebouwd met een 70-tal boomsoorten, waaronder een aantal bijzondere: eenstijlige meidoorn, libanonceder, zomereik, zilverlinde, treurbeuk, Japanse zelkova, venijnboom, gele pavia, groene atlasceder, blauwe atlasceder, Hongaarse zilverlinde, moerascipres, moseik, trompetboom, stekelige aralia, meelbes, treurlinde, tulpenboom, geelhout, mammoetboom, witte esdoorn, pluimes, Japanse notenboom, gewone plataan, Europese lork, zuileik, zwarte walnoot, Colchische esdoorn, rode paardenkastanje, hemelboom, Krimlinde, valse acacia, Hongaarse eik, weymouthden, tweekleurige eik, kastanjebladige eik, varenbeuk, moeraseik, iep, Amerikaanse hemlockspar, goudlork en Sawara cipres.

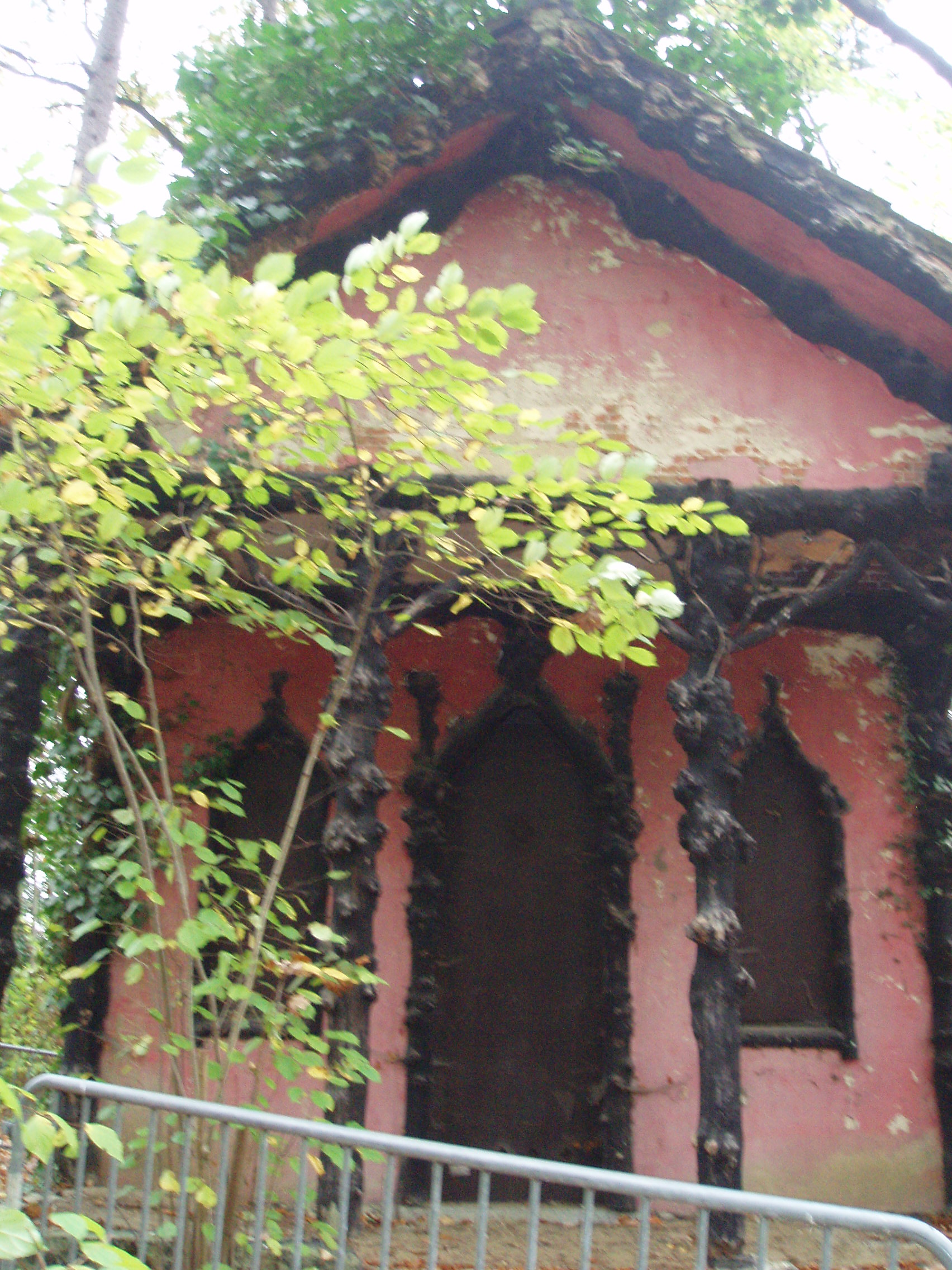
Paviljoentje

### Vijver en brug
Het domein maakte vroeger deel uit van de stadsversterking aan de Nederpoort. De naam "Ter Vesten" verwijst nog naar deze achtergrond. De vijver op het domein is nog een overblijfsel uit die tijd: het is een restant van de ravelijnsgracht. Over de vijver loopt een kleine brug die in slechte staat verkeert. De smeedijzeren balustrade is mogelijk van de hand van de Lierse kunstsmid Louis Van Boeckel.

### IJskelder en paviljoentje
Ongeveer in het midden van het domein staat een heuvel met daarin een kleine ijskelder. Deze zou teruggaan tot de eerste helft van de 19e eeuw. Op de heuvel staat een gedeeltelijk beschilderd, bakstenen paviljoentje, afgeboord en versierd met knoestige boomstammen. Naast de achterdeur staan de namen "Emile Le Paige" en "Jeanette Le Paige". Het geheel is in zeer slechte staat.

### StandbeeldMir
In de voortuin van het kasteel staat het standbeeld "Mir" van Rik Poot (zie afbeelding in infobox). Het is een groot bronzen beeld van een vrouw en werd gemaakt in 1988. Het stond lang bij het vredegerecht, maar lag daarna te verkommeren. In 2012 werd het door staatssecretaris Servais Verherstraeten aan de stad Herentals geschonken.

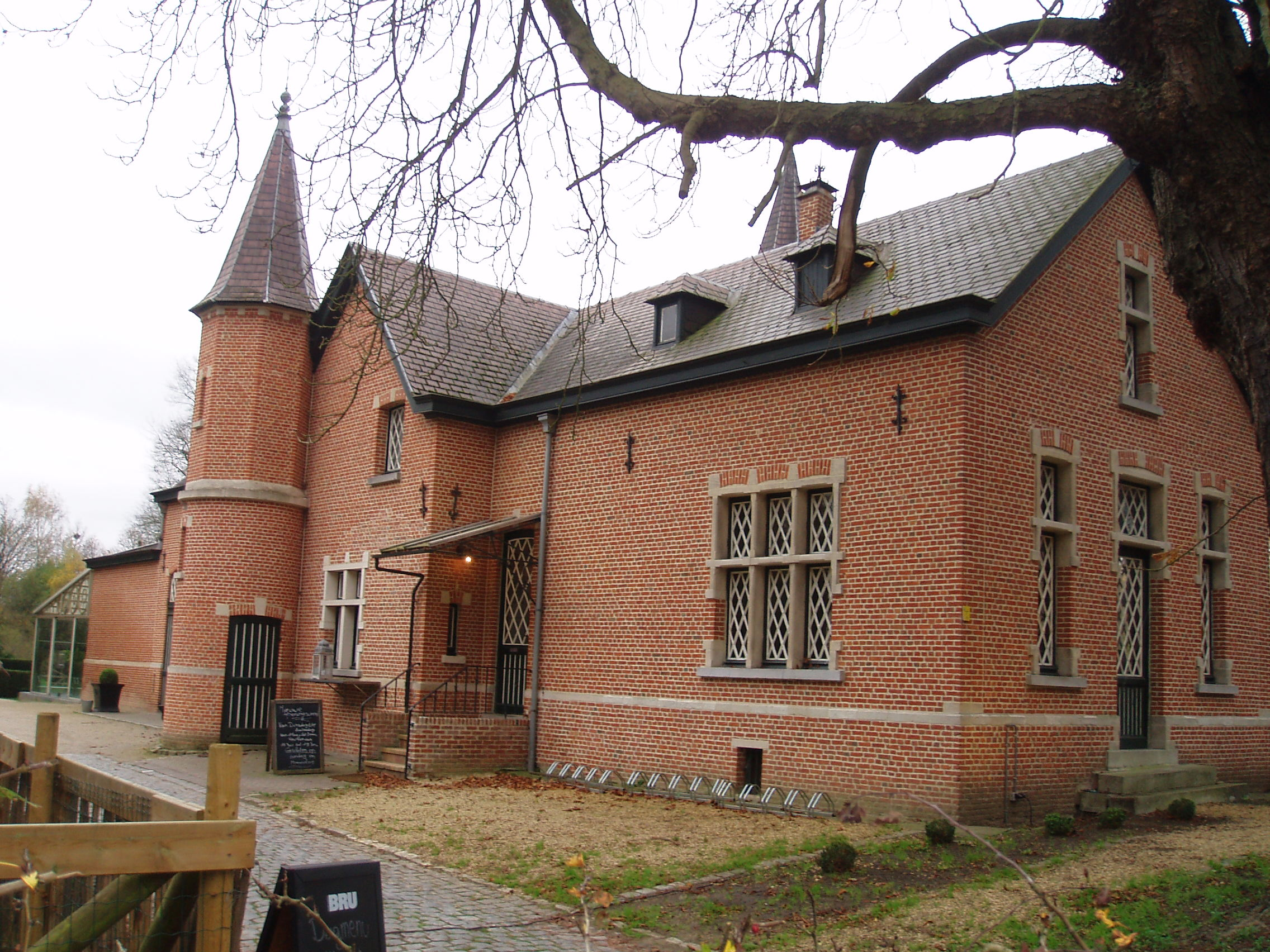
Koetshuis Le Paige

## Huidige functie
Na de restauratie van 2000 kreeg het kasteel een socioculturele functie. Het maakt deel uit van het cultuurcentrum 't Schaliken van Herentals en kan gehuurd worden. Er worden regelmatige tentoonstellingen georganiseerd.

## Koetshuis Le Paige
Aan de overzijde van de straat bevindt zich het zogenaamde Koetshuis Le Paige. Mogelijk stond er vroeger de herberg "'t Engels Hof". Vanaf het begin van de 20e eeuw behoorde het gebouw bij het kasteel als koetsiershuis en conciërgewoning. Het werd herbouwd in neostijl en uitgebreid met stallingen. Sinds 1979 is het beschermd als stadsgezicht. In de jaren 2010 werd het opgeknapt en tot 2017 functioneerde het als eet- en drankgelegenheid, annex feestzaal.